# Handley Page Hampden
«Гендлі Пейдж HP.52 Гемпден» (англ. Handley Page HP.52 Hampden) — британський двомоторний середній бомбардувальник, що перебував на озброєнні Королівських ПС Великої Британії за часів Другої світової війни. Літак був розроблений компанією Handley Page і брав участь у повітряній війні на початку світової війни. «Гемпден» входив до трійки великих двомоторних бомбардувальників, разом з «Армстронг Вітворт Вітлі» та «Віккерс Веллінгтон», з якими британська військова авіація вступила у війну. Літак виконував бойові завдання із нанесення бомбових ударів по об'єктах противника, зокрема брав участь в ризикованому першому нічному нальоті британської бомбардувальної авіації на Берлін та так званому рейді 1000 бомбардувальників на Кельн.
«Гемпден» швидко виявився застарілим для бойових польотів, тому застосовувався за призначенням переважно в нічний час. Через надзвичайно тісні умови розміщення екіпажу пілоти цього бомбардувальника прозвали його «Літаюча валіза» (англ. «Flying Suitcase»). «Гемпдени» оснащувались двигунами Bristol Pegasus, інший варіант літака з двигунами Napier Dagger мав свою власну назву «Гендлі Пейдж Херефорд» (англ. Handley Page Hereford).

## Історія створення
20 жовтня 1932 року міністерство авіації Великої Британії видало літакобудівним компаніям Королівства завдання В.9/32, визначаючи вимоги до перспективного, швидкісного, двомоторного, денного бомбардувальника, що мав прийти на заміну біпланам Болтон-Пол «Сайдстренд». За поглядами керівництва Королівських ПС новий літак мав бути монопланом з розмахом крил не більше 23,34 м, екіпажем з чотирьох осіб та спроможністю нести бомбове навантаження 680 кг на відстань 970 км. Максимальна дальність з половиною навантаження повинна була становити 2 012 км при крейсерській швидкості 201 км/год на висоті 4 570 м, а максимальна швидкість — щонайменше 306 км/год. В конкурсі міністерства авіації взяли участь фірми «Брістоль», «Глостер», «Віккерс» і «Хендлі-Пейдж».

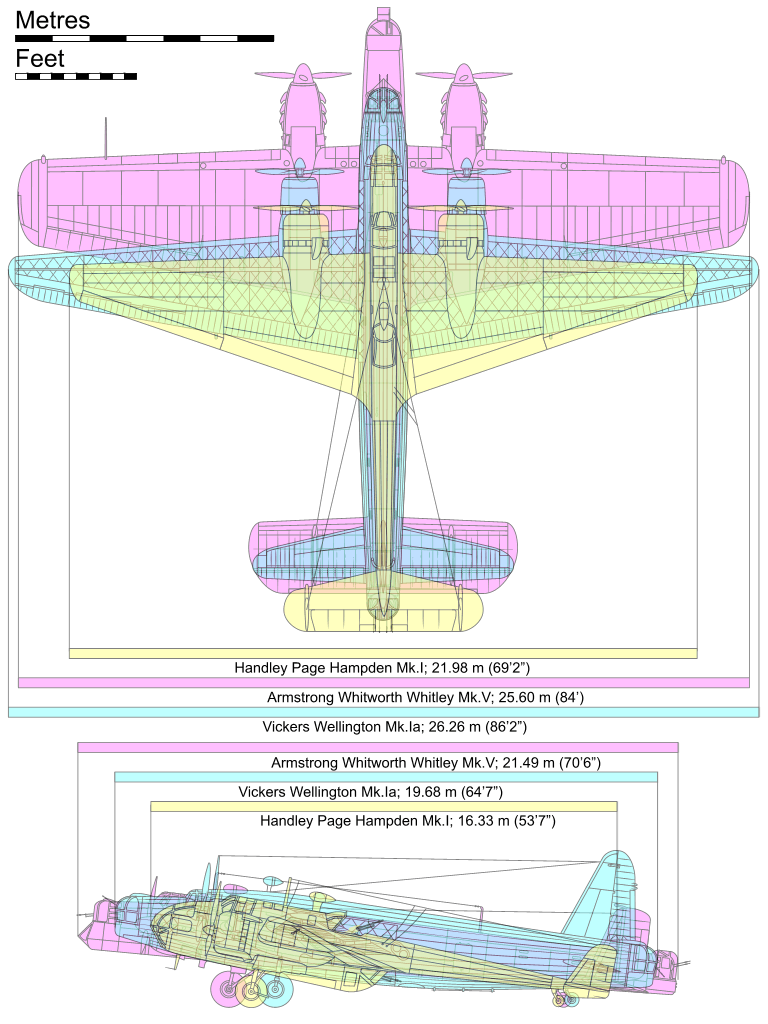
Порівняльна схема трьох основних британських середніх бомбардувальників напередодні Другої світової війни: «Віккерс Веллінгтон» (блакитний колір), «Хендлі-Пейдж Хемпден» (жовтий колір) та «Армстронг Вітворт Вїтлі» (рожевий колір)

«Хендлі-Пейдж» створила команду на чолі з доктором Густавом Лачманом, яка розробила вельми революційний проект бомбардувальника, екіпаж якого складався з пілота, штурмана, радиста і стрільця й розміщувався в передній частині дуже вузького фюзеляжу. На довгій хвостовій балці корпусу літака розміщувалося двокілеве оперення. Вже після завершення будівництва прототипу з'ясувалося, що через малу ширину фюзеляжу в ньому неможливо розмістити передбачені проектом турелі з гідроприводом. Замість них встановили по одному (пізніше — по два) кулемети «Віккерс» у верхній та нижній стрілецьких точках для захисту задньої напівсфери, а також нерухомий 7,7 мм «Браунінг» і рухливі «Віккерси» в носовій частині фюзеляжу.
Взимку 1933 представники штабу королівських ПС відвідали КБ фірми «Хендлі-Пейдж» для ознайомлення з першим макетом бомбардувальника HP.52. Його характеристики з двигунами «Госхок» цілком відповідали завданням, але розрахунки показували, що з потужнішими (але важчими) моторами можна досягти й більшої швидкісті: 335 км/год — з «Брістоль Акіла» II, 354 км/год — з «Меркурій» IV, 370 км/год — з «Меркурій» VI. До того ж, конструкція «Госхока» мала слабке місце — випарювальну систему охолодження.
Навесні 1936 року будівництво прототипу HP.52 закінчили й 21 червня 1936 року майор X.Кордес вперше підняв дослідний HP.52 в небо. Після першої серії випробувань прототип взяв участь у виставці Королівських повітряних сил у Гендоні. 6 липня його продемонстрували королю Едуарду VIII серед найсучасніших бойових літаків. 29 липня бомбардувальник вперше продемонстрували широкій публіці, коли він пролетів над павільйонами промислової виставки в Гатфілді.
4 жовтня 1937 року міністерство авіації затвердило остаточний проект бомбардувальника «Хемпден» В.Мк.1 НР.52, який отримав особисте ім'я на честь англійського парламентаря XVII століття Джона Хемпдена. Літак пішов у серію з 1000-сильними моторами «Пегасус» XVIII (в перспективі «Пегас» XX). 24 червня 1938 року леді Кетрін Мері Монтагю Дуглас Скотт, віконтеса Хемпден офіційно охрестила новий літак. 20 вересня 1938 року, після сертифікаційних випробувань у Центральній льотній школі, перший серійний «Хемпден» був переданий 49-ій ескадрилії, що літала до того на біпланах «Хоукер Хінд». У листопаді 1938 року Королівська авіація отримала літак для військових випробувань.
Також виготовлявся варіант з двигуном Napier Dagger VIII, який було замовлено на випадок можливих проблем з поставками двигунів «Пегасус». Але Napier Dagger мали велику кількість недоліків, а характеристики літака не покращились, тому було виготовлено тільки 150 літаків з цим двигуном, який отримав свою назву «Херефорд» (англ. Hereford). Перший прототип з таким двигуном піднявся в повітря в червні 1937 року, а перший серійний літак був готовий 17 травня 1939 року.

## Конструкція та дизайн
«Гендлі Пейдж HP.52 Гемпден» — моноплан з вузьким та довгим фюзеляжем та з крилами, що проходять через передню середню частину його перетину. Корпус складався з металевого каркаса та тканинної обшивки (крім елеронів та керма висоти). На тонкій хвостовій балці розміщувалося горизонтальне оперення трапецевидної форми і два невеликих кіля.
Двигуни розташовані максимально близько до фюзеляжу для зменшення розгортального моменту. Гвинти — «Де Хевілленд-Гамільтон-Стандарт», змінного кроку. Шасі тристійкове з хвостовим колесом, яке вперше на літаках «Гендлі Пейдж» зроблено таким, що прибирається. Уся паливна система, яка нараховувала 6 паливних баків загальною ємністю 2970 л, розташовувалася в крилі. Незвичайним для свого часу було технологічне збирання планера, який збирався з повністю зібраних окремих взаємозамінних модульних секцій, що дозволяло збирати літак з окремих комплектів, що випускалися різними виробниками.
Фюзеляж мав суцільну клепану металеву обшивку, посилену розтяжками, тягами та кріпленнями, та збирався з трьох великих секцій — передньої, центральної і задньої — які за допомогою спеціального інструменту з'єднувалися. Центральна і задня секції складалися з двох половинок, що дозволяло збирати їх у кращих робочих умовам до монтажу всього літака. Усі можливі роботи по монтажу виконувались по секціях або модулях, до початку повного збирання літака. Добре обтічний фюзеляж великого подовження і потужні мотори «Пегасус» дозволяли бомбардувальнику розвивати високу швидкість, дещо компенсували його технічні недоліки на початковому етапі Другої світової війни.
Екіпаж 4 чоловіки: пілот, штурман-бомбардир і 2 стрільці, котрі розміщувалися в щільно «упакованому» тісному вузькому фюзеляжі. У носовій частині фюзеляжу за суцільним склінням з частими палітурками перебувала кабіна штурмана-бомбардира. Вище за ним розміщувався пілот. Його кабіна з ліхтарем, який зсувався назад, була винесена за передній край крила і забезпечувала відмінний огляд. Під пілотською кабіною починався бомбовий відсік, що прикривався довгими стулками.

## Бойове застосування
У вересні 1938 року 49-та ескадрилья отримала свій перший «Гемпден». До початку Другої світової війни 226 «Гемпденів» знаходилися на озброєнні десяти ескадрилей, при цьому шість формували 5-ту бомбардувальну групи Бомбардувального командування, з базуванням у Лінкольнширі.
Після початку бойових дій у вересні 1939 року «Гемпдени» спочатку використовувався для виконання повітряних розвідувальних місій, спостерігання за німецькою військово-морською активністю в денний час. Однак, незважаючи на свою швидкість і маневреність, бомбардувальник виявився невідповідним для винищувачів Люфтваффе. Так, 29 вересня 144-та ескадрилья, атакуючи німецькі есмінці в Гельголандській бухті, втратила 5 з 11 «Гемпденів», збитих німецькими Bf.109. Втрати були значними практично при кожному вильоті. Позначилася слабкість озброєння і брак швидкості.

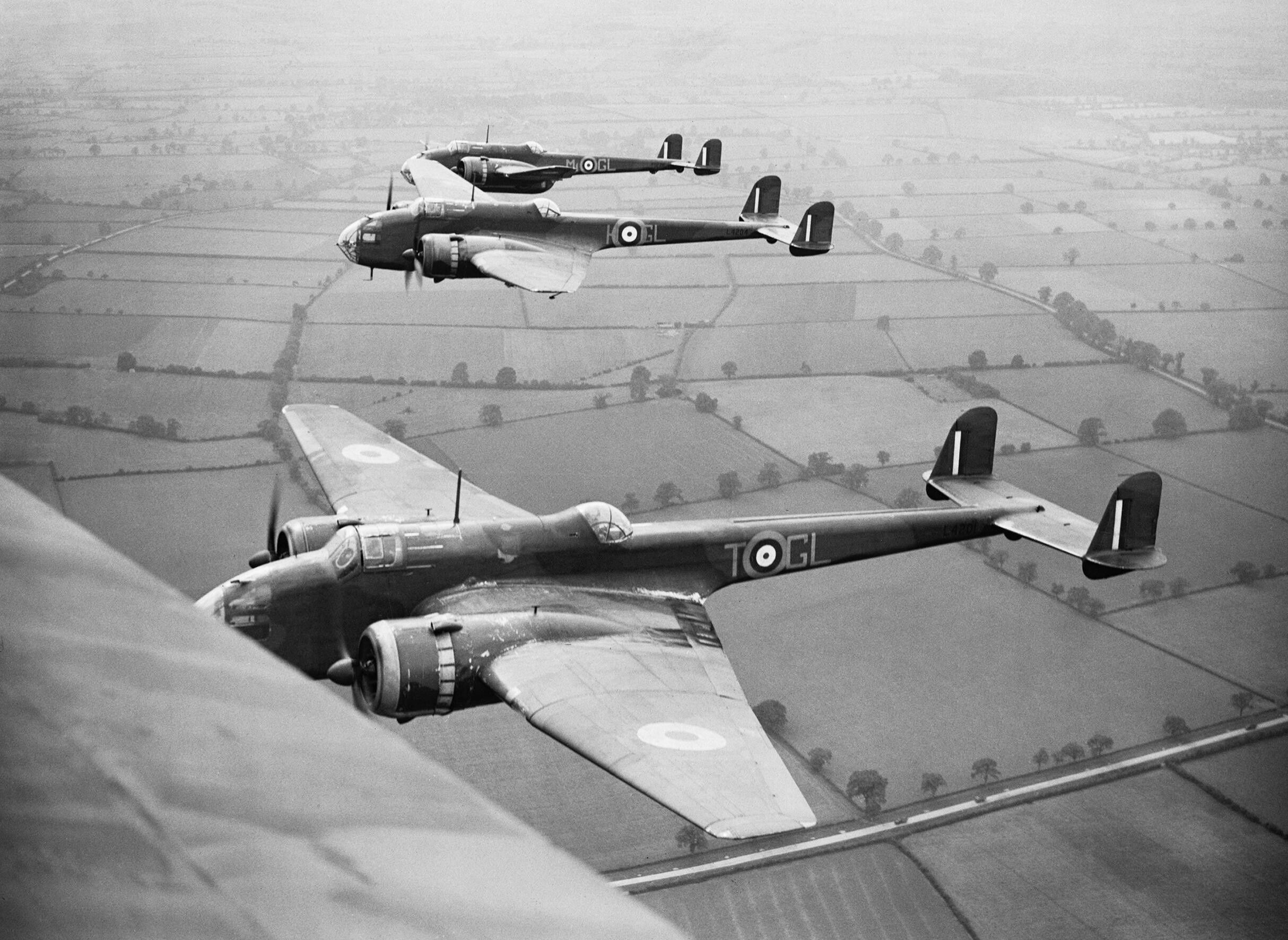
«Гендлі Пейдж Гемпден» у бойовому вильоті. 23 липня 1940

З грудня 1939 року Бомбардувальне командування змінило тактику застосування цих літаків та стало натомість використовувати їх під час нічних операцій. Так за 1940 рік, «Гемпдени» 5-ї групи провели 123 пропагандистські місії під час нічних повітряних польотів, втративши в процесі лише один літак.
Взимку і навесні 1940 року бомбардувальники 5-ї групи відпрацьовували в основному по військових об'єктах у Німеччині. 19 березня «Гемпдени» здійснили перший масований наліт бомбардувальної авіації із завдавання повітряних ударів по інфраструктурі й об'єктах в Гернумі й на острові Зильт. 13 квітня 1940 року, через дні після вторгнення Німеччини до Норвегії, велика кількість «Гемпденів» була відправлена для нічного встановлення мінних полів у Північному морі до районів, які вважалися недоступними для кораблів британського флоту.
Частота нічних вильотів зросла у травні, коли почався німецький наступ на Західному фронті. Після поразки Франції і почала підготовки Вермахтом операції «Морський лев» основними цілями для британських бомбардувальників стали скупчення судів у портах Бельгії та Франції. Одночасно продовжувалося проведення ударів по території Німеччини. У ніч на 26 серпня 1940 року 14 «Вітлі», 12 «Гемпденів» і 9 «Веллінгтонів» завдали перший за час Другої світової війни бомбовий удар по Берліну.
На світанку 2 липня «Гемпден» флаїнг-офіцери Гая Гібсона вперше скинув 907-кг бомбу на лінійний крейсер «Шарнхорст», який стояв у порту Кіля, але бомба не влучила в ціль. 30-31 травня 1942 року «Гемпдени» брали участь в першому «рейді тисячі бомбардувальників» на Кельн. Останній бойовий виліт екіпаж «Гемпдена» здійснив у ніч з 14 на 15 вересня 1942 року із завданням бомбардування Вільгельмсгафена. Після цього літаки були зняті з озброєння Бомбардувального командування, короткий час вони перебували в Береговому командуванні ПС Великої Британії в ролі торпедоносців далекої дії та патрульних літаків.
В вересні 1942 року 144-та, і 455-та ескадрильї були перекинуті на Кольський півострів в рамках супроводження конвою PQ-18. Після завершення операції в жовтні 1942 року 19 «Гемпденів» було передано СРСР. Вони були включені в склад 24-ї мінно-торпедної авіаційної бригади Північного флоту. Вони використовувались до липня 1943 року. В Британії 455-а ескадрилья 4 квітня 1943 року потопила останню субмарину за допомогою «Гемпденів», а вже в кінці року вони були замінені на Bristol Beaufighter.
Всього за час війни була втрачена майже половина усіх випущених «Гемпденів» — 714, екіпажі втратили 1077 осіб загиблими і 739 зниклими безвісти. Німецька зенітна артилерія записала на свій рахунок 108 бомбардувальників, один був збитий загороджувальним аеростатом, 263 — знищені в результаті різного роду катастроф і аварій, 214 — кваліфікуються такими, що зникли безвісти.

## Тактико-технічні характеристики

Схематичне зображення середнього бомбардувальника «Гендлі Пейдж Гемпден»

### Технічні характеристики
|                         | Hampden Mk.I          | Hereford Mk.I      |
| ----------------------- | --------------------- | ------------------ |
| Довжина                 | 16,33 м               | 16,33 м            |
| Висота                  | 4,55 м                | 4,55 м             |
| Розмах крил             | 21,08 м               | 21,08 м            |
| Площа крил              | 62,06 м²              | 62,06 м²           |
| Маса порожнього         | 5343 кг               | 5307 кг            |
| Маса спорядженого       | 8598 кг               | 8074 кг            |
| Максимальна злітна маса | 9525 кг               | -                  |
| Двигун                  | Bristol Pegasus XVIII | Napier Dagger VIII |
| Потужність              | 980 к. с.             | 1000 к.с.          |
| Максимальна швидкість   | 410 км/год            | 426 км/год         |
| Операційна дальність    | 1760 км               | 1930 км            |
| Практична стеля         | 6920 м                | 5790 м             |
| Швидкість підйому       | 5 м/с                 | -                  |

### Озброєння
- Стрілецьке:
  - 7,7-мм курсовий кулемет
  - 7,7-мм кулемет в передній турелі
  - 1-2 × 7,7-мм кулемет в верхній турелі
  - 1-2 × 7,7-мм кулемет в нижній турелі
- Бомбове:
  - 1814 кг бомб
  - 1 × авіаційна торпеда (після модифікацій)

### Відео
- IL2 1946 Handley Page Hampden Mk I
- Handley Page Hampden [Архівовано 17 травня 2021 у Wayback Machine.]